# Hilara longeciliata
Hilara longeciliata är en tvåvingeart som beskrevs av Gabriel Strobl 1906. Hilara longeciliata ingår i släktet Hilara och familjen dansflugor. Inga underarter finns listade i Catalogue of Life.